# Fernando Celada Cruz
Fernando Celada Cruz es un deportista mexicano que compitió en taekwondo. Ganó una medalla de bronce en el Campeonato Mundial de Taekwondo de 1982, y una medalla de oro en el Campeonato Panamericano de Taekwondo de 1982.

## Palmarés internacional
| Campeonato Mundial      | Campeonato Mundial  | Campeonato Mundial | Campeonato Mundial |
| Año                     | Lugar               | Medalla            | Categoría          |
| ----------------------- | ------------------- | ------------------ | ------------------ |
| 1982                    | Guayaquil (Ecuador) | Medalla de bronce  | –52 kg             |
| Campeonato Panamericano |                     |                    |                    |
| Año                     | Lugar               | Medalla            | Categoría          |
| 1982                    | Ponce (Puerto Rico) | Medalla de oro     | –52 kg             |